# Pustriška dolina
Pustriška dolina, izvorno Pusta dolina (italijansko Val Pusteria, nemško Pustertal, ladinsko Val de Puster) je alpska dolina v Italiji, v kateri je sedež lokalne upravne skupnosti (Bezirksgemeinschaft) na vzhodnem Južnem Tirolskem. 
Glavno mesto je Bruneck (italijansko Brunico, ladinsko Bornech ali Burnech) z okoli 16.000 prebivalci. Proti zahodu se Pustriška dolina razprostira do Mühlbacha (italijansko Rio di Pusteria) ob reki Rienz v bližini Brixna / Bressanone. Pustriška dolina je na Južnem Tirolskem upravno razdeljena na 26 občin. Prebivalci večinoma govorijo nemško (81 %), ladinsko (13,5 %), in italijansko (5,5 %). Slovansko poselitev v 6. stoletju pa izpričujejo krajevna in ledinska imena (npr. Petsch, Zopotnitzen, Zuchepoll, Gritschitsch). Leta 2004 je bilo v dolini 75.454 prebivalcev, od tega je 2,4 % tujcev. Površina upravne skupnosti je 2.071 km². 
Leta 611 so novonaseljeni Slovani oz. predniki Slovencev na Toblaškem polju (pri kraju Toblach/Dobbiaco) izbojevali svojo prvo veliko bitko. 

## Geografija
Pustriška dolina je fizičnogeografsko gledano ena največjih alpskih vzdolžnih dolin in poteka v smeri vzhod-zahod na ozemlju Italije in Avstrije. Reka Drava, ki izvira na italijanski strani meje v najvišjem predelu doline pri Innichenu (San Candido), mejo prestopi pri kraju Prato alla Drava. Zgornja dravska dolina Hochpustertal (it. Alta Pusteria) se nadaljuje na Vzhodno Tirolsko in obsega še vrsto vzhodnotirolskih (avstrijskih) naselij ob Dravi (Arnbach, Panzendorf, Abfaltersbach, Mittewald an der Drau, Thal-Aue, Leisach) vse do vzhodnotirolskega mesta Lienz. Iz Tassenbacha se cesta vzpne na planoto / prelaz, ki se nadaljuje v Ziljsko dolino ter nato na južno Koroško.
Vzhodna (italijanska) Pustriška dolina ob izviru Drave je poleg vzhodne Kanalska dolina okoli Trbiža edina v Italiji del donavskega porečja, od koder se vode (po rekah Dravi in Donavi) izlivajo v Črno morje. 

## Mestne in tržne občine upravne skupnosti
- Bruneck (Brunico), 16.356 prebivalcev (2017) - mestna občina
- Sand in Taufers (Campo Tures), 5371 prebivalcev (2015) - tržna občina - (samo naselje 1369 preb. 2017)
- Innichen (San Candido), 3317 prebivalcev (2017) - tržna občina